# Spiropetalum
Spiropetalum es un género con once especies de plantas fanerógamas perteneciente a la familia de las connaráceas.
Está considerado un sinónimo del género Rourea Aubl.

## Especies seleccionadas
- Spiropetalum calophyllum
- Spiropetalum erythrocarpum
- Spiropetalum erythrosepalum
- Spiropetalum heterophyllum[4]